# Aeropuerto de Río Cuarto
El Aeropuerto de Río Cuarto (IATA: RCU – ICAO: SAOC) es un aeropuerto público ubicado a 10 km al norte de la ciudad de Río Cuarto, provincia de Córdoba, Argentina. Su posición estratégica sobre la Ruta Nacional 8 lo convierte en un nodo logístico clave para el transporte de personas y cargas en el centro del país.

## Historia
El aeropuerto fue inaugurado en febrero de 1954, con un servicio de vuelos regulares operado por Aeroposta que unía Morón, Río Cuarto, San Luis y Mendoza. Desde entonces ha pasado por múltiples etapas de modernización, orientadas a mejorar tanto la conectividad comercial como la operatividad de carga.

## Identificación y categoría
Denominación: Aeropuerto Área Material Río Cuarto – ANAC: TRC – IATA: RCU – OACI: SAOC.
Categoría: Primera categoría – público controlado – Aeropuerto Internacional “a requerimiento”.
Concesionado: Si
Explotador: Aeropuertos Argentina 2000.

## Ubicación geográfica
Posición satelital: 33°05′07″ S, 64°15′41″ O.
Distancia: 8 km noreste del centro de Río Cuarto.
Elevación: 421 m s. n. m. (1 381 ft).

## Pistas
| Dirección | Dimensiones (m) | Superficie | Capacidad de carga                            |
| --------- | --------------- | ---------- | --------------------------------------------- |
| 05/23     | 2 266 × 45      | Asfalto    | 50 t/2 ruedas, 100 t/4 ruedas, 150 t/5 ruedas |
| 18/36     | 2 075 × 40      | Asfalto    | 45 t/2 ruedas, 90 t/4 ruedas, 130 t/5 ruedas  |

PAPI e ILS categoría I en pista 05/23 para aproximación instrumental.

## Servicios de comunicaciones y ayudas a la navegación
- ATS
  - Torre principal: 119.20 MHz
  - Torre auxiliar: 118.85 MHz
  - Emergencias: 121.50 MHz
- A/G
  - Principal: 122.10 MHz
  - Auxiliar: 122.65 MHz
- Radioayudas
  - ILS categoría I en RWY 05/23
  - Balizamiento e iluminación en ambas pistas (PAPI, umbral y eje de pista)

## Servicios aeroportuarios y combustible
- Jet A-1 disponible las 24 h (por demanda).
- Bomberos aeroportuarios.
- Sanidad – control fitosanitario SENASA.
- Seguridad – Policía de Seguridad Aeroportuaria (PSA).
- Aduanas y Migraciones – atención “a requerimiento”.
- Meteorología – Servicio Meteorológico Nacional (SMN).

## Obstáculos y espacio aéreo
Obstáculo destacado: antena telefónica iluminada de 65 m de altura, elevación 2 187 ft, situada a 2 NM al sur del aeródromo.
Espacio aéreo controlado:
- CTR: radio de 6 NM, hasta FL065.
- TMA: arco de 12 NM desde radial 030 pasando por 090 hasta 120 (nivel mínimo utilizable FL120) y desde radial 120 pasando por 140 hasta 170 (nivel mínimo utilizable FL085).

## Horario de servicio
08:00 – 22:00 (hora local).

En el Aeropuerto de Río Cuarto se están llevando a cabo nuevas obras de infraestructura financiadas por el ORSNA (Organismo Regulador del Sistema Nacional de Aeropuertos). Estas obras, que incluyen la rehabilitación de la pista y mejoras en la terminal, están destinadas a modernizar el aeropuerto y permitir la llegada de aviones F-16. Las obras fueron aprobadas por el gobierno y serán ejecutadas por Aeropuertos Argentina.
Las obras principales incluyen:
- Rehabilitación de la pista:  La pista de 2260 metros será sometida a una rehabilitación integral, con modificaciones en los márgenes y ampliación de las cabeceras.
- Mejoras en el balizamiento:  Se realizará una renovación completa del sistema de balizamiento, con reemplazo de cables e instalación de nuevas luces LED.
- Ampliación de la terminal:  Se realizarán modificaciones en la plataforma para optimizar la operación de la terminal, incluyendo la rectificación de la traza y la adecuación de espacios para futuras ampliaciones informa Aeropuertos Argentina.
- Nuevas salas de embarque:  Se construirán nuevas salas de embarque internacional y nacional, con puertas de embarque equipadas con mobiliario y señalética.
- Nuevos puentes fijos:  Se instalarán dos puentes fijos para el embarque y desembarque de pasajeros.
- Espacios para retail y gastronomía:  Se destinarán áreas para locales comerciales y espacios gastronómicos.
- Mejoras en los núcleos sanitarios:  Se construirán nuevos núcleos sanitarios para ambos sexos y personas con discapacidad.

Las obras se enmarcan en un plan integral de modernización del aeropuerto y tienen como objetivo principal adaptar las instalaciones para recibir aviones de mayor envergadura, como los F-16. La inversión total en estas obras supera los 12.700 millones de pesos

## Área de influencia y eje logístico
El aeropuerto atiende directamente a Río Cuarto y su área de influencia incluye las localidades de Sampacho, General Deheza, Moldes, Vicuña Mackenna y Villa Mercedes. Gracias a su emplazamiento en la Ruta Nacional 8, conforma un corredor logístico que:
- Facilita el transporte de bienes desde los frigoríficos y plantas de procesamiento porcino y bovino de la región.
- Conecta a las principales agroempresas exportadoras de cereales y oleaginosas con los principales puertos de Argentina, Brasil y Chile.
- Sirve de plataforma para la granja de minería de criptomonedas más grande de Argentina, que demanda un suministro continuo de energía, equipos y repuestos sensibles.

Esta integración carretera–aérea le otorga al Aeropuerto de Río Cuarto el estatus de hub secundario dentro del Sistema Nacional de Aeropuertos, reforzado por su cercanía a la autopista y las redes ferroviarias de cargas.
Río Cuarto se ha consolidado como un importante centro de biotecnología, destacando por su Polo Científico Tecnológico, que impulsa el desarrollo científico y tecnológico de la región, especialmente en el ámbito biotecnológico. Este polo, resultado de una visión conjunta, ha logrado posicionar a la ciudad como un referente en Argentina en este campo.

## Área Material Río Cuarto
El Área Material Río Cuarto (ARMACUAR o AMRIV) es la unidad de mantenimiento mayor de la Fuerza Aérea Argentina con asiento en Las Higueras, Córdoba. Depende del Comando de Material y está especializada en inspecciones D-level y overhaul de estructuras, sistemas mecánicos, hidráulicos, eléctricos y aviónica de aeronaves de combate y entrenamiento. En el mismo tiene sede el Centro de Investigación de Tecnologías Aeronáuticas (CITA) que tiene la función del análisis, evaluación, aceptabilidad, definición y especificación técnica de las modificaciones, mejoras y/o cambios a introducir en los sistemas digitales aeronáuticos en función de las capacidades remanentes del sistema y posibilidad de crecimiento. También, realiza el desarrollo de software y hardware embebidos en los distintos sistemas de tecnología aeronáutica.

### Vinculación con la V Brigada Aérea
El Área Material funciona en estrecha coordinación con la V Brigada Aérea (ubicada en Villa Reynolds, San Luis), donde se realizan:
- Las inspecciones de línea (200 horas de vuelo) y SDLM (cada 39 meses).
- La planificación conjunta de mantenimientos intermedios en los hangares de la Brigada.
- El soporte logístico y la capacitación de personal técnico para asegurar la disponibilidad operativa de cazabombarderos.

### Logros y capacidades
- Mantenimiento mayor y modernización de los cazabombarderos A-4AR Fightinghawk, con desarrollos propios en HUD y sistemas de misión.
- Inspección y overhaul de entrenadores Embraer EMB-312 Tucano y IA-63 Pampa II/III, ampliando la capacidad técnica para ciclos de 600 y 1 200 horas.
- Actualización de Cessna C-182 con paneles Garmin, mejorando seguridad y eficiencia en vuelos de apoyo.
- Desarrollo de pods armamentísticos (p.ej. pod Tordo de 7,62 mm) en colaboración con el Instituto Universitario Aeronáutico.
- Apoyo técnico al proyecto científico «Relámpago» del CONICET, integrando telemetría y sensorización aeroespacial.
- Recuperación de sistemas históricos (Learjet, Mentor) para la Escuadrilla Histórica.

### Recepción de los F-16 adquiridos a Dinamarca
Como parte del programa Peace Condor, AMRIV fue designada punto inicial de arribo y base de mantenimiento de los primeros seis F-16 Fighting Falcon comprados a Dinamarca. Hasta concluir las obras de adecuación de la VI Brigada Aérea en Tandil, Río Cuarto contará con:
- Infraestructura adaptada para F-16: hangares reforzados, talleres de aviónica y sistemas de frenado por cable.
- Plan de pruebas operativas y de sistemas de apoyo (combustible, aire, logística) antes de su despliegue definitivo.
- Personal especializado con formación en mantenimiento de ala fija de cuarta generación.

Con esta incorporación, el Área Material Río Cuarto consolida su rol como uno de los centros logísticos y técnicos más avanzados de la Fuerza Aérea Argentina.

## Datos operacionales
Según estadísticas de la Administración Nacional de Aviación Civil (ANAC), en 2024 el Aeropuerto de Río Cuarto gestionó un tránsito aproximado de:
- 45.000 pasajeros de cabotaje.

## Conectividad aérea
- Líneas regulares a Buenos Aires (Aeroparque Jorge Newbery), operadas por Aerolíneas Argentinas.
- Vuelos chárter y ejecutivos para empresas frigoríficas y agroexportadoras.

#### Aeropuertos más cercanos a Río Cuarto (SAOC)
| Aeropuerto              | Código     | Distancia (km) |  |
| ----------------------- | ---------- | -------------- |  |
| Villa Reynolds          | RVR / SAOR | 128            |  |
| Valle del Conlara       | RLO / SAOL | 116            |  |
| Córdoba – Pajas Blancas | COR / SACO | 185            |  |
| San Luis                | LUQ / SAOU | 180            |  |

## Destinos
| Destinos regulares | Nombre del aeropuerto    | Aerolíneas                                 | Avión   | Frecuencias semanales |
| ------------------ | ------------------------ | ------------------------------------------ | ------- | --------------------- |
| Argentina          |                          |                                            |         |                       |
| Buenos Aires       | Aeroparque Jorge Newbery | Aerolíneas Argentinas (non-stop o vía RSA) | E-190AR | 6                     |
| Santa Rosa         | Aeropuerto de Santa Rosa | Aerolíneas Argentinas                      | E-190AR | 6                     |

## Estadísticas
ARRIBOS
Estadísticas ANAC
| Ranking | Ciudad                               | Pasajeros (2017) | Pasajeros (2018) | Pasajeros (2019) | Variación | Aerolíneas            |
| ------- | ------------------------------------ | ---------------- | ---------------- | ---------------- | --------- | --------------------- |
| 1       | Buenos Aires (Aeroparque), Argentina | 55.028           | 38.153           | 37.210           | -2,47     | Austral Líneas Aéreas |

## Aerolíneas y destinos que cesaron operaciones
- Austral Líneas Aéreas (Aeroparque)